# Эндо, Сумио
Сумио Эндо (яп. 遠藤 純男 Эндо Сумио, род. 3 октября 1950, Корияма, Фукусима) — японский дзюдоист, двукратный чемпион мира, призёр Олимпийских игр.
Родился в 1950 году в Корияме; окончил Университет Нихон. В 1974 году завоевал золотую и серебряную медали чемпионата Азии. В 1975 году завоевал золотую медаль чемпионата мира. В 1976 году на Олимпийских играх в Монреале стал обладателем бронзовой медали. В 1979 году вновь стал обладателем золотой медали чемпионата мира.